# Certamen Internacional de Guitarra Clàssica Julián Arcas
El Certamen Internacional de Guitarra Clàssica Julián Arcas és un concurs internacional de guitarra organitzat per Cajamar Caixa Rural que se celebra anualment a la província d'Almeria, Andalusia, Espanya des de l'any 2000 per a la promoció de joves valors d'aquest instrument i que porta el nom del guitarrista d'Almeria Julián Arcas (1832-1882). Se celebra en tres modalitats, per edats: Antonio de Torres, guitarristes fins a 13 anys,  José Tomás, entre els 13 i els 18 anys, i Julián Arcas.

## Objectius[calcitació]
1. Consolidar a la província d'Almeria com una referència internacional en el que a guitarra clàssica es refereix.
2. Dotar Almeria d'un certamen de prestigi, que li permeti posicionar-se com a destinació per al turisme cultural.
3. Despertar en els més joves l'interès per la música culta, a la qual tradicionalment han tingut poc accés.
4. Contribuir a l'estudi i la difusió de l'obra del compositor Almeria Julián Arcas.
5. Enriquir l'àmplia oferta cultural d'Almeria.
6. Contribuir al desenvolupament artístic i musical, tant des del punt de vista didàctic, com creatiu.
7. Premiar l'esforç dels joves músics.

## Història
El director del Certamen és el guitarrista Juan Francisco Padilla Sorbas i el director artístic és el compositor Juan Cruz Guevara. En les edicions anteriors han participat més de 800 guitarristes de 52 països.
Paral·lelament al Certamen se succeeixen altres activitats com concerts, exposicions, teatre, òpera, publicacions, segells commemoratius, classes de mestratge, etc. Entre els músics que han prestat la seva col·laboració estan Iván Rijos, Paco de Lucía, Tomatito, Niño Josele, Vicente Amigo, David Russell o El Cigala. En 2013 se celebra el I Concurs de Dibuix Infantil.

### Palmarès
- 2015 Andrea De Vitis (Itàlia)
- 2013 Mircea-Stefan Gogoncea (Romania)
- 2011 Andras Csaki (Hongria)
- 2010 Srdjan Bulat (Croàcia)
- 2009 José Alejandro Córdova (Mèxic)
- 2008 Mauro Zanatta (Itàlia)
- 2007 Rafael Aguirre Miñarro (Espanya)
- 2006 Desert
- 2005 Pau Garibay López (Mèxic)
- 2004 Desert
- 2003 José Escobar (Xile)
- 2002 Marcin Dylla (Polònia)
- 2001 Adriano de la Sal (Itàlia)
- 2000 Desert